# Rodrigo Rey Rosa
Rodrigo Rey Rosa (Cidade de Guatemala, 4 de novembro de 1958) é um escritor e tradutor guatemalteco, Prémio Nacional de Literatura 2004.

## Biografia
Filho de uma família burguesa da capital guatemalteca — sangue italiano por parte de pai— Rodrigo Rey Rosa recorda que na sua infância viajava muito com seus pais, pelo México e América Central; também foram à Europa. A primeira vez que viajou sozinho foi aos 18 anos, imediatemente após ter terminado o ensino secundário: foi a Londres e depois percorreu o velho continente; como tinha pouco dinheiro, trabalhou na Alemanha, de ali foi a Espanha.
Ao regressar após um ano de viagens, esteve outro na Guatemala, mas abandonou o seu país em 1979 devido ao ambiente "de violência e crispação" que existia e se instalou em Nova Iorque, onde se matriculou numa escola de cinema que não chegou a se terminar.
Na época da sua chegada aos Estados Unidos já escrevia seriamente desde fazia um ano, mais ou menos, e tinha publicado um conto em Imparcial . E com o fim de ingressar na School of Visual Arts em Nova Iorque teve de escrever um conto em inglês. Estudou cinema dois anos nessa escola e em 1983 deixou-a.
A maior parte do ano seguinte passou-o em Marrocos; esteve seis semanas na oficina literária de Paul Bowles, em Tânger, e viajou pelo país. Posteriormente, dedicaria algumas obras a suas experiências no Norte de África.
A sua relação e amizade com Bowles marcaram-no profundamente. O autor norte-americano traduziu-lhe para inglês as suas primeiras obras, dando-o a conhecer no mundo anglo-saxónico.
Também mantém uma amizade com o pintor espanhol Miquel Barceló, cuja obra ilustra alguns dos seus livros, além de ter escrito uma obra dedicada à elaboração da Cúpula da Sala dos Direitos Humanos da ONU.
Regressou à Guatemala em 1992 ou 1993 e desde então tem estado "entrando e saindo" (Nova Iorque,  Colômbia, Espanha, Marrocos), apesar de a sua residência ser na região de Petén, onde tem uma casa para perto de Sayaxché, próxima da rio La Pasión. Tem também um apartamento na Cidade de Guatemala, mas confessa que esse não é um lugar onde possa trabalhar.
Galardoado com o Prêmio Nacional de Literatura 2004, Rodrigo Rei Rosa tem escrito obras centradas em seu país.
A tradução ocupa um posto importante em sua obra criativa. Confessa que costuma alternar uma obra de ficção sua com uma de tradução. "Normalmente alterno um livro meu e um traduzido. É muito útil para encontrar recursos. Com respeito à criação, sentes menos angústia mas pode ser um processo mais longo e complexo, sobretudo se respeitas a obra que traduzes", assinalou a este respeito.
Exerceu jornalismo e fez um filme de 83 minutos dedicado a Bowles —Lo que soñó Sebastián—, que foi estreado no Festival de Cinema de Sundance e apresentada também no de Berlim.
Rodrigo Rei Rosa incursou também no cinema: em 2004 estreou o filme Lo que soñó Sebastián, baseada no seu romance homónima e dirigida por ele mesmo. O guion escreveu-o junto com Robert Fitterman.
Alguns dos seus livros foram traduzidos noutras línguas, como o francês, alemão, holandês, italiano e japonês.

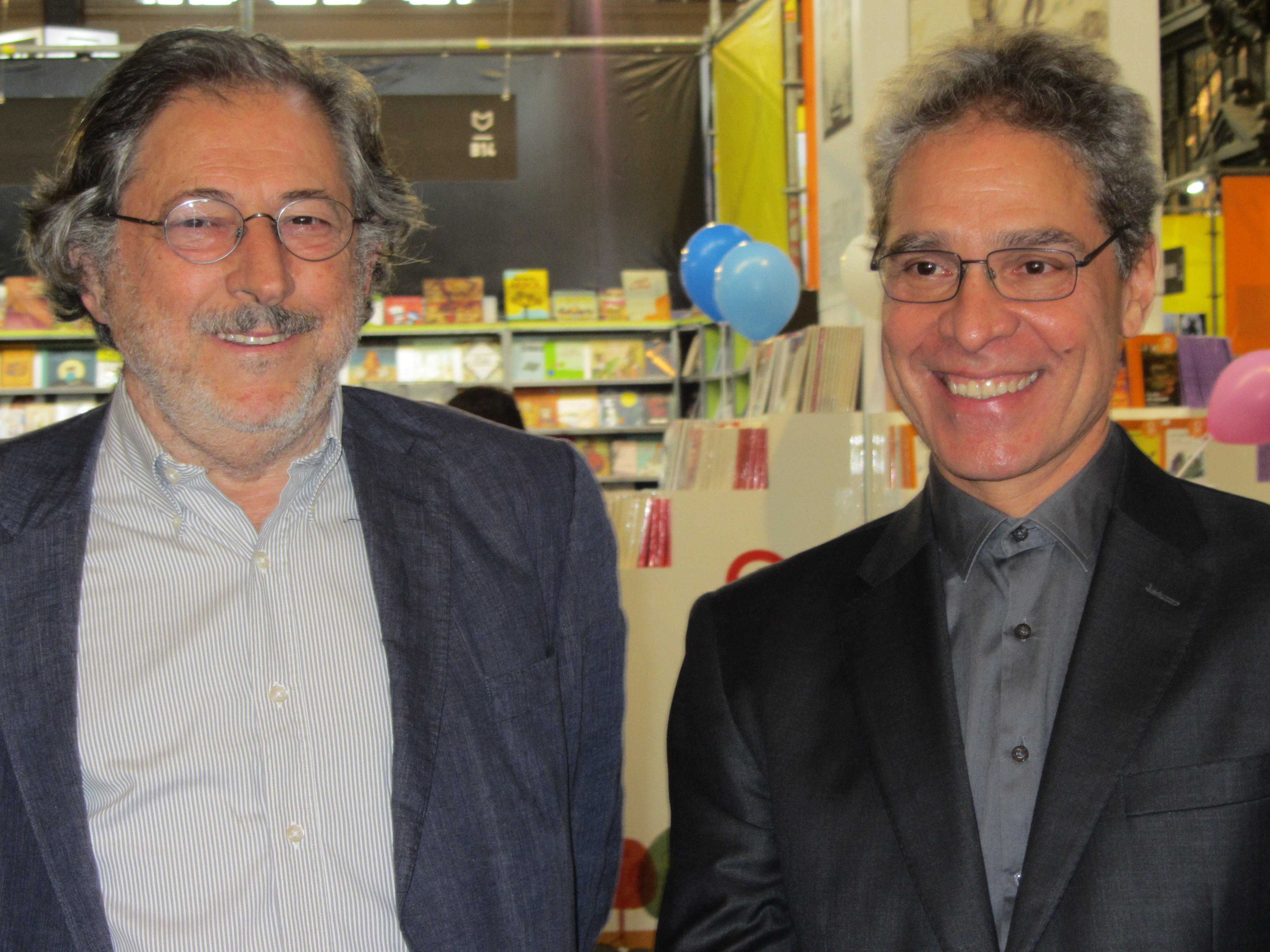
Rei Rosa durante a entrega do Prêmio José Donoso, com o professor chileno Javier Pinedo

Sobre sua obra, ele mesmo explicou em 2011: "Se estivesse a falar comigo mesmo, diria que ao princípio minha escritura era abstrata. Comecei a escrever o que poderíamos chamar 'poemas em prosa', narrações em meia página que se estenderam até chegar a Cárcel de árboles, que é meu primeiro conto longo... para mim foi um grande salto escrever textos de mais de 15 páginas. Dantes desse tinha publicado duas colecções de contos breves, El cuchillo del mendigo e El agua quieta, com temas que poderiam ocorrer em qualquer cidade sul-americana, mas não estavam unidos ao meio nem à paisagem imediata. Deduz-se que ocorrem na América do Sul pelos objectos que aparecem, ou pela paisagem, mas não se sabe nunca de onde são exactamente porque era um pouco vadio e não incluía nomes de lugares. Em mudança, meu texto mais recente, no que ainda trabalho, decorre na Guatemala de hoje, e inclui perfis e aspectos reconhecíveis, numa sorte de afã 'realista' por representar o meio, a fala, a vestimenta da gente, ao invés de minhas primeiras histórias. Diria que quase por cansaço tenho procurado formas diferentes de narrar, mas não acho que seja uma evolução. Comecei escrevendo coisas um pouco vadias e tenho tendido a uma maior precisão. Pode ser um regresso, não sei se é uma progressão, mas há diferença".
De seu método de escrever diz: "Proíbo-me saber da história mais do que vai surgindo enquanto a escrevo. Nunca faço um esboço prévio, durante a realização me dou conta do que precisa o romance. Suponho que isso me põe no lugar do leitor”.

## Prémios
- Prêmio Nacional de Literatura Miguel Ángel Astúrias 2004
- Prêmio Iberoamericano de Letras José Donoso 2015

## Obra
Conto
- El cuchillo del mendigo, Publicaciones Vista, Guatemala, 1986
  - Incluye 26 cuentos: La entrega; La señal; El camino se dobla, La salida del Sol; El monasterio; La herencia; La viuda de don Juan Manuel; El hijo del brujo; Una creencia popular; El lecho del río; El Hijo y el Padre; La llave perdida; El cuchillo del mendigo; Informes de Cahabón; El libro; El corazón de Dios; La lluvia y otros nínos; Un gato amarillo; Nueve ocasiones; Sueños repetidos; Una versión de mi muerte; El animal; Lecciones inciertas; Un prisionero; El cuarto umbroso y El vidente
- El agua quieta, 1989
  - Incluye 12 cuentos: La prueba; Polvo en la lengua; La razón; El entierro; El agua quieta; Coralia; El pagano; Angélica; El huésped; Gente de la cabeza; Las lágrimas y Xquic
- Cárcel de árboles, cuentos, Fundación Guatemalteca para las Letras, 1991
- Ningún lugar sagrado, cuentos, Barcelona, Seix Barral, 1998; contiene 10 relatos ambientados en Nueva York
- Otro zoo, Ediciones del Pensativo, Guatemala, 2005
- Siempre juntos y otros cuentos, México, Almadía, 2008

Romance
- El salvador de buques, Guatemala, Publicaciones Vista, 1993
- El cojo bueno, Madrid, Alfaguara, 1996
- Que me maten si…, Guatemala, Ediciones del Pensativo, 1996
- La orilla africana, romance ambientado em Tânger, Barcelona, Seix Barral, 1999
- Piedras encantadas, Seix Barral, 2001 (na Guatemala fui publicada com o título de Noche de piedras, pela editorial Del Pensativo, 2002)
- Caballeriza, Barcelona, Seix Barral, 2006
- El material humano, Barcelona, Anagrama, 2009
- Severina, Madrid, Alfaguara, 2011
- Los sordos, México, Alfaguara, 2012
- Imitación de Guatemala, quatro romances breves, Madrid, Alfaguara, 2014

Outros
- El tren a Travancore (Cartas índias), Barcelona, Mondadori, 2001
- La cola del dragón, ensaios, Ediciones Contrabando, 2014

Selecções, recompilações, antologias
- El cuchillo del mendigo / El agua quieta, Barcelona, Seix Barral, 1992.
- Cárcel de árboles / El salvador de buques, Barcelona, Seix Barral, 1992
- Con cinco barajas: antología personal, México, UNAM, 1996
- Lo que soñó Sebastián, antologia de romance e contos, Barcelona, Seix Barral, 1994
- 1986. Cuentos completos, Madrid, Alfaguara, 2014